# Marina Marconi
Marina de Andrade Marconi (Franca, 11 de março de 1923 - São Paulo, 9 de setembro de 2022) foi uma antropóloga, folclorista e pedagoga brasileira. 

## Vida
Marconi se graduou em Pedagogia e História e cursou doutorado em Antropologia pela Faculdade de História, Direito e Serviço Social da UNESP-Franca. Lecionou na UNESP e na PUC-Minas. Foi professora de Sociologia e Metodologia Científica em cursos de graduação e pós-graduação.
Foi casada com o radialista Diógenes Marconi, com quem teve um filho, Paulo Marconi.

## Realizações
Está entre as principais teóricas brasileiras da metodologia científica aplicada às ciências humanas, área na qual publicou diversos livros considerados referência em sua área. Atuou também como membro da Comissão Paulista de Folclore. Em 1966 recebeu o Prêmio "Sílvio Romero" de Folclore, no Rio de Janeiro, pelo trabalho "Folclore do Café", o qual passou três anos pesquisando.

## Escritos[8]
- Metodologia Científica para o curso de Direito
- Sociologia Geral (em co-autoria com Eva Maria Lakatos)
- Fundamentos de Metodologia Científica (em co-autoria com Eva Maria Lakatos)
- Metodologia do Trabalho Científico (em co-autoria com Eva Maria Lakatos)
- Metodologia Científica: para o Curso de Direito (em co-autoria com Eva Maria Lakatos)
- Técnicas de Pesquisa (em co-autoria com Eva Maria Lakatos)